# مونتيليون روكا دوريا
مونتيليون روكا دوريا، (بالإنجليزية: Monteleone Rocca Doria)‏، (سردينيا: Monteleone)، هي بلدية في مقاطعة ساساري، في منطقة سردينيا الإيطالية، وتقع على بعد حوالي 150 كم (93 ميل) شمال غرب كالياري، وحوالي 30 كم (19 ميل) جنوب ساساري. اعتبارا من عام 2018، كان عدد سكانها 99 ومساحة 13.0 كيلومتر مربع (5.0 ميل مربع).

## السكان
في سنة 1861 بلغ عدد السكان 384 نسمة، وتطور العدد ليصل في سنة 2011 لـ 117 نسمة.
يظهر هذا المخطط البياني تطور النمو السكاني لـ مونتيليون روكا دوريا